# موجا سیه اوتارا
موجا سیه اوتارا (انگلیسی: Moudja Sié Ouattara؛ زادهٔ ۲۰ مهٔ ۲۰۰۲) بازیکن فوتبال است.